# Ethalia
Ethalia là một chi ốc biển, là động vật thân mềm chân bụng sống ở biển trong họ Trochidae, họ ốc đụn.

## Các loài
Các loài trong chi Ethalia gồm có:
- Ethalia catharinae Poppe, Tagaro & Dekker, 2006[4]